# Розенталь, Эд
Эд Розенталь (род. 1944) — американский помолог и журналист, эксперт по выращиванию психотропной конопли, её медицинскому применению и юридическим аспектам оборота конопли в США. Начал заниматься этой темой в середине 1960-х гг., в настоящее время является автором более десяти книг о конопле, в том числе классического учебника «Marijuana Growers Guide». Активный деятель антипрогибиционистского движения, ведущий постоянной рубрики «Ask Ed» («Спросите Эда») в журнале «Cannabis Culture». В 1980-х и 1990-х работал корреспондентом журнала Хай Таймс.

В настоящее время Эд Розенталь проживает в Калифорнии. После введения в этом штате «поправки 215», разрешившей медицинское использование марихуаны, он занялся выращиванием конопли для медицинских нужд. В феврале 2002 г. Розенталь был арестован за «незаконное выращивание более 100 растений наркотической конопли» с перспективой лишения свободы на срок до 100 лет и штрафа до $4,5 млн, однако в итоге был приговорен к трем дням тюрьмы, трем годам полицейского надзора и штрафу в сумме $1000. Дело Розенталя стало важным прецедентом для декриминализации выращивания психотропной конопли в Калифорнии.